# Lekkoatletyka na Letnich Igrzyskach Olimpijskich 1992 – sztafeta 4 × 100 m kobiet
Sztafetę 4 × 100 metrów kobiet podczas XXV Letnich Igrzysk Olimpijskich w Barcelonie rozegrano 7 (eliminacje) i 8 sierpnia 1992 (finał) na Estadi Olímpic de Montjuïc. Zwycięzcą została sztafeta Stanów Zjednoczonych, która biegła w składzie: Evelyn Ashford, Esther Jones, Carlette Guidry i Gwen Torrence.

## Rekordy
|                   | Reprezentacja | Zawodniczki                                                   | Czas  | Data                     | Miejsce  |
| ----------------- | ------------- | ------------------------------------------------------------- | ----- | ------------------------ | -------- |
| Rekord świata     | NRD           | Silke Gladisch, Sabine Rieger, Ingrid Auerswald, Marlies Göhr | 41,37 | 6 października 1986(dts) | Canberra |
| Rekord olimpijski | NRD           | Romy Müller, Bärbel Wöckel, Ingrid Auerswald, Marlies Göhr    | 41,60 | 1 sierpnia 1980(dts)     | Moskwa   |

## Wyniki
| Poz. - pozycja |
| – rekord świata \| – rekord krajowy \| – rekord życiowy \| = – wyrównany rekord życiowy \| · – najlepszy wynik w sezonie \| = – wyrównany najlepszy wynik w sezonie \| – rekord olimpijski |
| Fn – falstart \| DNF – nie ukończyła \| DNS – nie wystartowała \| DSQ – zdyskwalifikowana                                                                                                  |

### Eliminacje
14 sztafet przystąpiło do biegów eliminacyjnych. Rozegrano dwa biegi. Do finału awansowały po trzy najlepsze sztafety w każdym biegu (Q) oraz dwie z najlepszymi czasami spośród pozostałych (q).

#### Bieg 1
| Poz. | Państwo           | Zawodniczki                                                               | Rezultat | Uwagi |
| ---- | ----------------- | ------------------------------------------------------------------------- | -------- | ----- |
| 1    | WNP               | Olga Bogosłowska, Galina Malczugina, Marina Trandienkowa, Irina Priwałowa | 42,42    | Q     |
| 2    | Stany Zjednoczone | Evelyn Ashford, Esther Jones, Carlette Guidry, Michelle Finn              | 42,50    | Q     |
| 3    | Niemcy            | Andrea Philipp, Silke-Beate Knoll, Andrea Thomas, Sabine Günther          | 43,32    | Q     |
| 4    | Australia         | Melissa Moore, Melinda Gainsford, Kathy Sambell, Kerry Johnson            | 43,49    | q     |
| 5    | Chiny             | Gao Han, Tian Yumei, Chen Zhaojing, Xiao Yehua                            | 43,70    |       |
| 6    | Tajlandia         | Nednapa Chommuak, Reawadee Srithoa, Ratjai Sripet, Pornpim Srisurat       | 44,94    |       |
| 7    | Kamerun           | Myriam Léonie Mani, Georgette Nkoma, Monique Kengné, Louisette Thobi      | 44,97    |       |

#### Bieg 2
| Poz. | Państwo                  | Zawodniczki                                                                  | Rezultat | Uwagi |
| ---- | ------------------------ | ---------------------------------------------------------------------------- | -------- | ----- |
| 1    | Jamajka                  | Michelle Freeman, Juliet Cuthbert, Dahlia Duhaney, Merlene Ottey             | 42,28    | Q     |
| 2    | Nigeria                  | Beatrice Utondu, Faith Idehen, Christy Opara-Thompson, Mary Onyali           | 42,39    | Q     |
| 3    | Francja                  | Patricia Girard, Odiah Sidibé, Laurence Bily, Marie-José Pérec               | 42,58    | Q,    |
| 4    | Kuba                     | Eusebia Riquelme, Aliuska López, Idalmis Bonne, Liliana Allen                | 43,51    | q     |
| 5    | Finlandia                | Minna Painilainen-Soon, Sisko Hanhijoki, Sanna Hernesniemi, Marja Tennivaara | 43,60    | [ 3 ] |
| 6    | Holandia                 | Karen van der Kooij, Jacqueline Poelman, Karin de Lange, Petra Huybrechtse   | 43,91    |       |
| –    | Wybrzeże Kości Słoniowej | Louise Ayétotché, Alimata Koné, Olga Mutanda, Patricia Foufoué Ziga          | DSQ      |       |

### Finał
| Poz. | Państwo           | Zawodniczki                                                               | Rezultat | Uwagi |
| ---- | ----------------- | ------------------------------------------------------------------------- | -------- | ----- |
| 1    | Stany Zjednoczone | Evelyn Ashford, Esther Jones, Carlette Guidry, Gwen Torrence              | 42,11    |       |
| 2    | WNP               | Olga Bogosłowska, Galina Malczugina, Marina Trandienkowa, Irina Priwałowa | 42,16    |       |
| 3    | Nigeria           | Beatrice Utondu, Faith Idehen, Christy Opara-Thompson, Mary Onyali        | 42,81    |       |
| 4    | Francja           | Patricia Girard, Odiah Sidibé, Laurence Bily, Marie-José Pérec            | 42,85    |       |
| 5    | Niemcy            | Andrea Philipp, Silke-Beate Knoll, Andrea Thomas, Sabine Günther          | 43,12    |       |
| 6    | Australia         | Melissa Moore, Melinda Gainsford, Kathy Sambell, Kerry Johnson            | 43,77    |       |
| –    | Jamajka           | Michelle Freeman, Juliet Cuthbert, Dahlia Duhaney, Merlene Ottey          | DNF      |       |
| –    | Kuba              | Eusebia Riquelme, Aliuska López, Idalmis Bonne, Liliana Allen             | DNF      |       |